# Ostrov sokrovišč
Ostrov sokrovišč (Остров сокровищ) è un film del 1971 diretto da Evgenij Vladimirovič Fridman.